# 구지면 (양주군)
구지면(九旨面)은 1466년부터 1914년 3월 31일까지 존속했던 경기도 양주군의 행정구역 중 하나로, 지금의 갈매동을 제외한 경기도 구리시 대부분의 지역이었다.

## 역사
- 1466년: 양주목 구지면
- 1910년 9월 1일: 이 지역의 한자는 구지(龜旨)가 구지(九旨)로 바뀌었다.
- 1914년 4월 1일: 서울특별시 중랑구의 북부 지역에 해당했던 망우리면과 합쳐져서 구리면이 되었다.
- 1973년 7월 1일: 양주군 구리읍으로 승격됨.
- 1980년 4월 1일: 양주군 남부에 속했던 구리면이 남양주군 설치로 남양주군 구리읍으로 변경됨.
- 1986년 1월 1일: 지금의 구리시로 편제돼 현재까지 이름.

단, 1914년 4월 1일 이전의 갈매동 전 지역은 서울특별시 노원구에 해당하는 노원면에 속해 있었으나 1914년 4월 1일자로 구지면에 편입되면서 구리면 소속이 되어 지금의 갈매동에 이른다.

## 같이 보기
- 구리시
- 노원면
- 양주군
- 양주목
- 구리면
- 망우리면